# KRIT

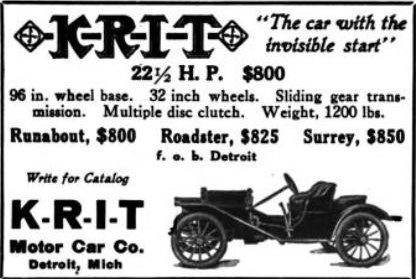
Advertentie voor KRIT, afgedrukt in Motor Age 17/9 (1910), pag. 133

K-R-I-T Motor Car Company (of Krit) was een kleine Amerikaanse autofabrikant uit de periode 1910-1916. De fabriek was gevestigd in Detroit, Michigan. De auto's waren conventionele 4-cilinder-wagens en werden vooral geëxporteerd naar Europa en Australië.
De naam is vermoedelijk ontleend aan de naam van een financier en ontwerper van de Krit-wagens, Kenneth Crittenden, eerder actief voor Ford en Regal. Het logo van de auto's was een swastika, in die tijd een symbool voor good luck. Types waren onder meer Runabout, Roadster en Surrey. Het bedrijf had al in 1911 financiële problemen; het uitbreken van de Eerste Wereldoorlog betekende waarschijnlijk het einde van de autofabriek.
In het Amerikaanse National Automobile Museum is een Krit-auto te zien, de KT 5-Passenger Touring.